# Weigle-Haus

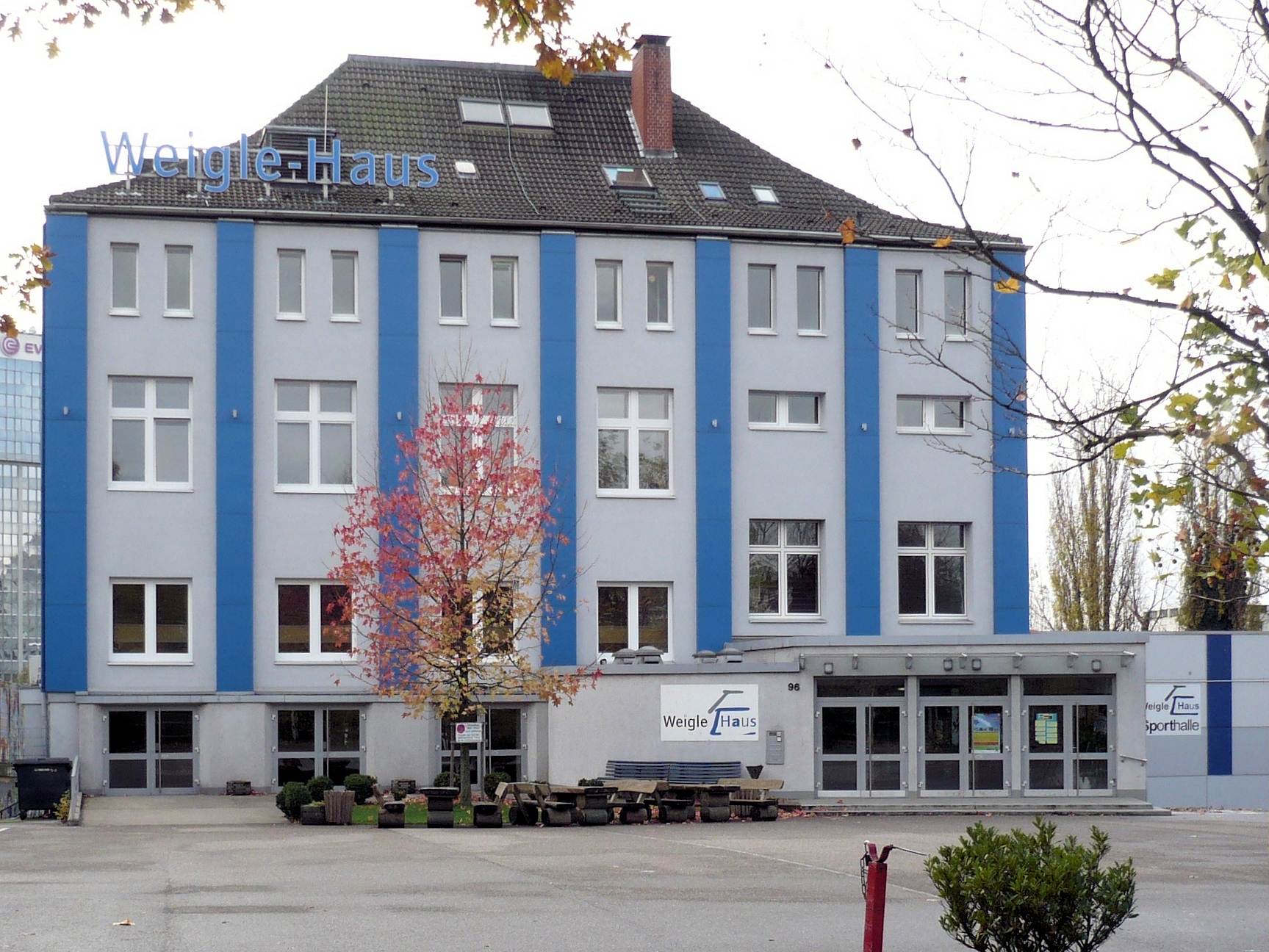
Weigle-Haus in Essen

Das Weigle-Haus ist ein evangelisches Jugendhaus in Essen.

## Überblick
Das Weigle-Haus liegt zwischen dem Essener Hauptbahnhof und der Bundesautobahn 40 im innenstadtnahen Südviertel. Als freies Werk innerhalb der Evangelischen Kirche im Rheinland bietet es vor allem Kindern und Jugendlichen, aber auch vielen Erwachsenen ein breites Spektrum von Gruppen und Veranstaltungen.
Das Weigle-Haus beherbergt zwei eng miteinander verbundene Gemeinden. Aus der Jugendarbeit, die sich heute als Jugendgemeinde versteht, ist mit der Zeit auch eine Gemeinde von Erwachsenen entstanden.
Die leitenden Mitarbeiter der einzelnen Arbeitsbereiche in der Jugendarbeit bilden die Evangelische Jugend Weigle-Haus e. V. Dieser Verein ist Mitglied im CVJM-Westbund.

## Geschichte

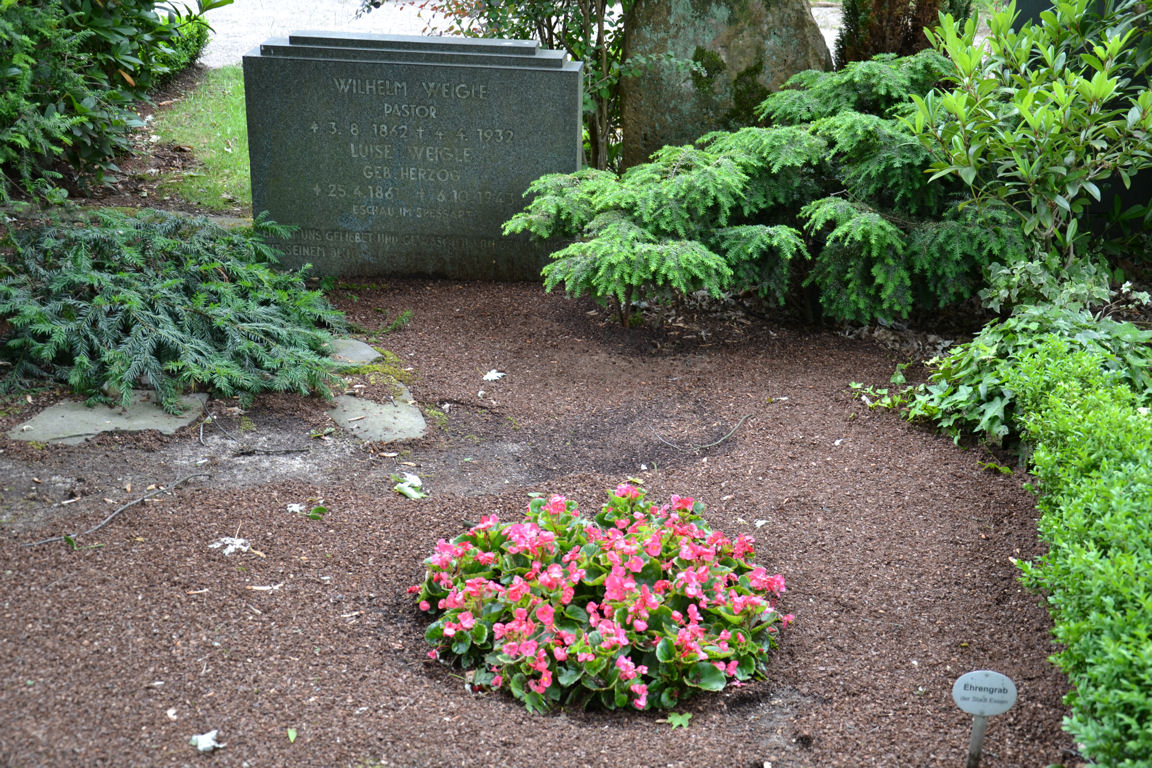
Wilhelm Weigle: Ehrengrab der Stadt Essen auf dem Ostfriedhof

1894 kam Wilhelm Weigle (1862–1932) als junger Pfarrer in die Essener Altstadtgemeinde. Zu seinen Aufgaben gehörte dort auch die Betreuung des Evangelischen Männer- und Jünglingsvereins. Er begann mit einer damals noch ungewöhnlichen Form der Jugendarbeit, die unter anderem jugendgemäße Spiele und geistliche Elemente miteinander verband. Unter seiner Leitung entstand ein vielfältiges Angebot, das von Steno- und Sprachkursen über Ferienfahrten und Chören bis hin zu Bibelstunden und Hausbesuchen bei den Familien der betreuten Jungen reichte.
1896 gründete Weigle den Evangelischen Jugendverein Essen-Altstadt, in dessen direkter Nachfolge der heute die inhaltliche Arbeit tragende Verein Evangelische Jugend Weigle-Haus e. V. steht.
Am 24. September 1911 wurde der Grundstein für ein eigenes Gebäude gelegt, am 6. Oktober 1912 fand die feierliche Einweihung statt. Die von Weigle begonnene Arbeit wuchs in der Folge weiter und hatte nun ihr eigenes Zuhause.
1929 übernahm Pfarrer Wilhelm Busch die Leitung des Hauses. Am 11. Februar 1934 wurde der Evangelische Jugendverein jedoch aufgelöst und das Jugendhaus geschlossen. Busch widerstand dem Druck, die Jugendarbeit mit der Hitler-Jugend zu vereinigen und konnte sogar kurze Zeit später das Haus wieder eröffnen. Die Arbeit lief weiter unter dem Namen Stadtmission, das Haus selbst erhielt seinen heutigen Namen und wurde zum Weigle-Haus.
Während des Zweiten Weltkriegs wurde das Haus teilweise zerstört und konnte erst am 23. Mai 1954 wieder eröffnet werden. Wilhelm Busch leitete die Arbeit noch bis 1962. Das Programm für die Jugendlichen drehte sich weiterhin vor allem um die gemeinsamen Sonntage mit Gottesdiensten, Sport und Spiel und auch Bildungsangebote wie den sogenannten Intelligenz-Club. Unter der Woche fanden in vielen Stadtteilen die zum Weigle-Haus gehörenden Jungscharen und Jungenschaftsgruppen statt.
1962 schließlich folgten Herbert Demmer und nach ihm 1967 Ulrich Parzany als Jugendpfarrer im Weigle-Haus nach. Ulrich Parzany prägte in den nächsten 17 Jahren die sich wandelnde Jugendarbeit. Die bis dahin reine Jungenarbeit des Weigle-Hauses entwickelte engere Kontakte zu der Stadtmissionsarbeit für Mädchen, die ihrem Versammlungsort in der Henriettenstraße nach unter dem Namen Henriette bekannt war.
1981 wurde die Sporthalle auf dem eigenen Gelände eingeweiht. 1992 wurde mit der Fusion zwischen Weigle-Haus und Henriette die gemischte Arbeit im Weigle-Haus eingeführt. Mit der Gründung einer Ten-Sing-Gruppe begann ein neuer Abschnitt in der Jugendarbeit des Weigle-Hauses. Seitdem existieren hier sowohl gemischte als auch geschlechtsspezifische Angebote.
1993 feierte das Weigle-Haus das 100-jährige Jubiläum der Evangelischen Jugend. In der Folgezeit entwickelte sich aus dem Gottesdienst im Weigle-Haus eine eigene Gemeinde für Erwachsene.

## Das Weigle-Haus heute
Die traditionelle Jugendarbeit wird inzwischen durch unterschiedliche Angebote der Offenen Arbeit und der Jugendsozialarbeit ergänzt (Streetwork, Hausaufgabenhilfe, Jugendberatung und verschiedene offene Angebote). Seit 2005 folgt sie ihrem neuen Selbstverständnis nach dem Leitbild einer Jugendgemeinde. Neben einem wöchentlichen Jugendgottesdienst gehören auch diverse Kleingruppen für Jugendliche zum Angebot.
Zur Jugendarbeit des Weigle-Hauses gehören zwei weitere Jugendhäuser: Im Stadtteil Huttrop das Paulus-Jugendhaus und im Nordviertel das Zwingli-Jugendhaus.
Die Erwachsenengemeinde im Weigle-Haus hat sich im Laufe der Jahre aus der Jugendarbeit entwickelt. 1995 wählte sie den ersten Gemeinderat als Leitungsgremium für die Gemeindearbeit. Bis heute verantwortet der Gemeinderat die Arbeit der Gemeinde und koordiniert die Vernetzung mit der Jugendgemeinde. Der verantwortliche Jugendpfarrer engagiert sich ehrenamtlich in der Gemeindeleitung und -entwicklung.
Im Jahr 2010 richtete die Gemeinde erstmals eine Pastorenstelle ein, die aus Spenden finanziert wird. Für die soziale Arbeit erhält das Weigle-Haus kirchliche und öffentliche Zuschüsse. Dennoch wird der größte Teil aus Spenden gedeckt.

## Leiter des Weigle-Hauses
- 1896–1929 Wilhelm Weigle
- 1929–1962 Wilhelm Busch
- 1962–1967 Herbert Demmer
- 1967–1984 Ulrich Parzany
- 1984–1990 Rüdiger Mielke
- 1991–1996 Herbert Großarth
- 1996–2022 Rolf Zwick
- seit 2022  Sdenek Vecera